# Palolo siciliensis
Palolo siciliensis är en ringmaskart som först beskrevs av Grube 1840.  Palolo siciliensis ingår i släktet Palolo och familjen Eunicidae. Inga underarter finns listade i Catalogue of Life.